# Барбера (Од)
Барбера́ (фр. Barbaira) — коммуна во Франции, находится в регионе Лангедок — Руссильон. Департамент коммуны — Од. Входит в состав кантона Капандю. Округ коммуны — Каркасон.
Код INSEE коммуны — 11027.

## Население
Население коммуны на 2008 год составляло 685 человек.
| 1962 | 1968 | 1975 | 1982 | 1990 | 1999 | 2008 |
| ---- | ---- | ---- | ---- | ---- | ---- | ---- |
| 510  | 512  | 503  | 473  | 474  | 523  | 685  |

## Экономика
В 2007 году среди 368 человек в трудоспособном возрасте (15—64 лет) 260 были экономически активными, 108 — неактивными (показатель активности — 70,7 %, в 1999 году было 69,3 %). Из 260 активных работали 220 человек (120 мужчин и 100 женщин), безработных было 40 (20 мужчин и 20 женщин). Среди 108 неактивных 22 человека были учениками или студентами, 42 — пенсионерами, 44 были неактивными по другим причинам.

## Фотогалерея

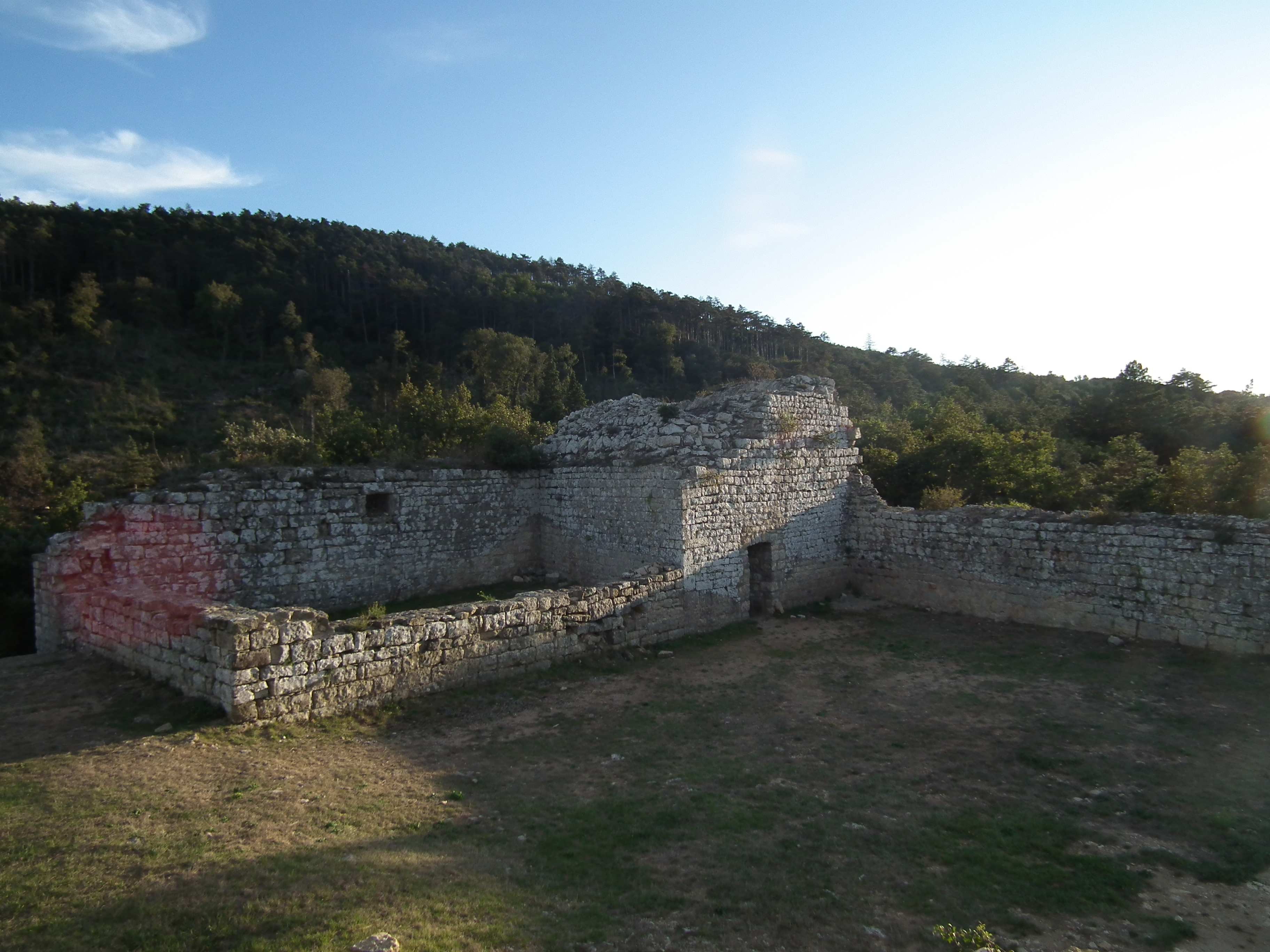
Замок Мирамон
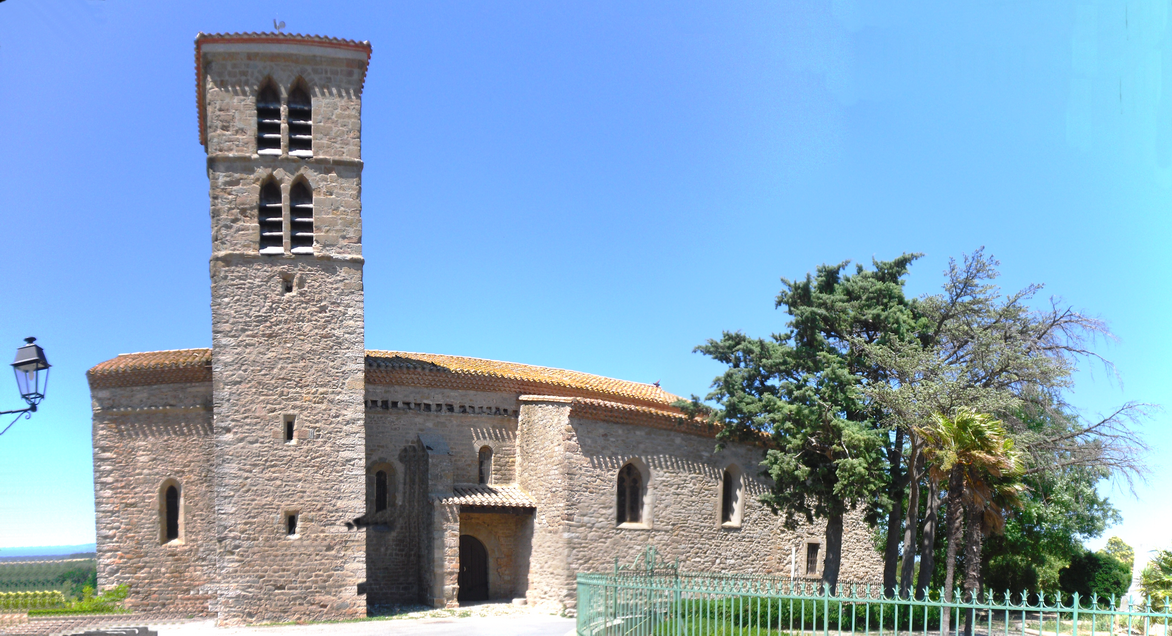
Церковь Сен-Жюльен